# Велика царска шљука
Велика царска шљука (лат. Numenius arquata) је шљукарица која припада породици Scolopacidae. Распрострањена је широм Азије и Европе. Највећа је птица од свих шљукарица, дужине од 50 до 60 цм, а има распон крила од 89 до 106 цм, док је тежине од 410 до 1360 г. Углавном је сивкасто смеђе боје са белим леђима, сиво-плавим ногама и веома дугачким и закривљеним кљуном. Мужјаци и женке изгледају идентично, али женка је виша.
Једина слична врста великој царској шљуци је мала царска шљука. Врста је углавном миграциона, зиме проводи у Африци, јужном делу Европе и Азије. Појединци некада залутају далеко од уобичајеног домента, до Нове Шкотске и Маријанских острва. Присутне су током целе године на пределима умерене климе Ирске и Велике Британије.
Храни се ситним бескичмењацима, а понекада раковима и глистама, када им се укаже прилика.

## Етимологија
Енглески назив за ову птицу је curlew и потиче од евроазијске шљуке, али можда је на њега утицао и стари француски израз curlew, изведен од речи курир. Први списи о овој врсти датирају из 1377. године у књизи Вилијама Ланглана.  Име рода Numenius је од старогрчке речи, односно птице коју је споменуо грчки хроничар Хесикије Милету.

## Подврсте
Постоје три подврсте велике царске шљуке: 
- N. a. arquata, (Лине, 1758); настањује западну, северну и централну Европу
- N. a. orientalis, )Кристијан Лудвиг Брем 1831); настањује западне и централне делове Сибира, све до североистока Кине
- N. a. suschkini (Оскар Нојман, 1929); настањује западне делове Казахстана, све до југозапада Сибира

Велика царска шљука заштићена је Споразумом о очувању Споразумом афричко-евроазијских миграторних водених птица. Међународна унија за заштиту природе сматра да за велику царску шљуку постоји мали ризик, а сумња се да је ређа него што се претпоставља. Након процене, утврђено је да постоји претња за ову врсту, 2008. године.
Иако је велика царска шљука уобичајена птица, њен број приметно опада, посебно у Великој Британији и Ирској, где је настањена око четвртина светске популације. У двадесет година, до 2016. процењује се да је број премарака ове брста опао за више од 50% у Великој Британији и Шкотској, више од 80% у Велсу и више од 90% у Ирској. Крајем 2015. године стављена је на листу најугроженијих птица Велике Британије